# 어시스트 (야구)
어시스트(영어: assist, A), 베이스러너킬(영어: baserunner kills), 또는 보살(補殺)은 야수가 송구를 하거나 타구나 송구의 방향이나 속도를 바꿔 아웃카운트를 잡을 수 있도록 도움을 주는 것, 또는 그런 야수에게 주어지는 수비기록을 말한다. 2015년부터는 의미를 알기 쉽도록 '보살' 대신 '어시스트(Assist)'라는 용어를 사용하고 있다.

## 주요 성립 상황[2]
어떤 상황에서든 어시스트는 한 명의 야수에게만 주어지며, 주요 성립 상황은 아래와 같다.

### 주자의 추가 진루 저지
공격 시 주자는 야수들의 타구 처리가 늦어지면 임의로 추가 진루를 시도할 수 있다. 이때 진루를 시도하는 베이스를 향해 야수가 빠르게 공을 던져 주자의 추가 진루를 저지할 수 있는데, 저지에 성공하면 해당 야수에게 '어시스트'가 주어진다. 이때 추가 진루를 시도하는 주자에게는 진루 의무가 없으므로 수비수가 베이스를 밟는 것만으로는 아웃시킬 수 없으며, 공 또는 공을 잡은 글러브로 주자를 직접 태그해야 아웃시킬 수 있다.

### 수비방해 또는 주루선 이탈
주자가 수비방해 또는 주루선 이탈로 아웃을 선고받은 경우, 이 플레이에 가담하여 공을 던지거나 공의 진로를 변경시켜 아웃에 지대한 영향을 끼친 야수에게 어시스트가 주어진다.

### 스트라이크 아웃 낫 아웃
포수가 세 번째 스트라이크를 포구하지 못했을 때, 이 공을 투수가 잡아서 베이스에 던져 아웃시킨 경우 투수에게 어시스트가 주어진다.

### 홈 스틸
3루 주자가 홈 스틸을 시도할 때, 투수가 투수판에서 발을 빼고 홈으로 송구하여 주자가 태그 아웃되었을 경우 투수에게 어시스트를 부여한다.

## 주요 미성립 상황[2]

### 삼진
삼진을 기록했을 때 투수에게 어시스트가 주어지지는 않는다.

### 투구 후 이어진 포수의 플레이
투수가 정상적으로 공을 던진 후, 포수가 도루를 저지하고자 송구를 하거나 견제구를 던져서 주자를 아웃시킨 경우엔 투수에게 어시스트가 주어지지 않는다. 또한 투수가 정상적으로 투구에 임하는 중 주자가 홈 스틸을 시도하는 경우, 이 주자가 태그 아웃 되었을 때도 어시스트가 주어지지 않는데, 앞서 서술한 '홈 스틸' 항목과의 차이점은 '투수가 투수판을 밟고 있는지의 여부'다. 똑같이 공을 던져도 투수판을 밟고 던지면 '투구'고, 밟지 않고 던지면 '송구'이기 때문이다.

### 실책
야수의 악송구로 인해 주자가 진루한 경우, 그 후속 플레이로 주자를 아웃시키더라도 악송구를 저지른 야수는 어시스트를 얻을 수 없다.